# Republic-Ford JB-2

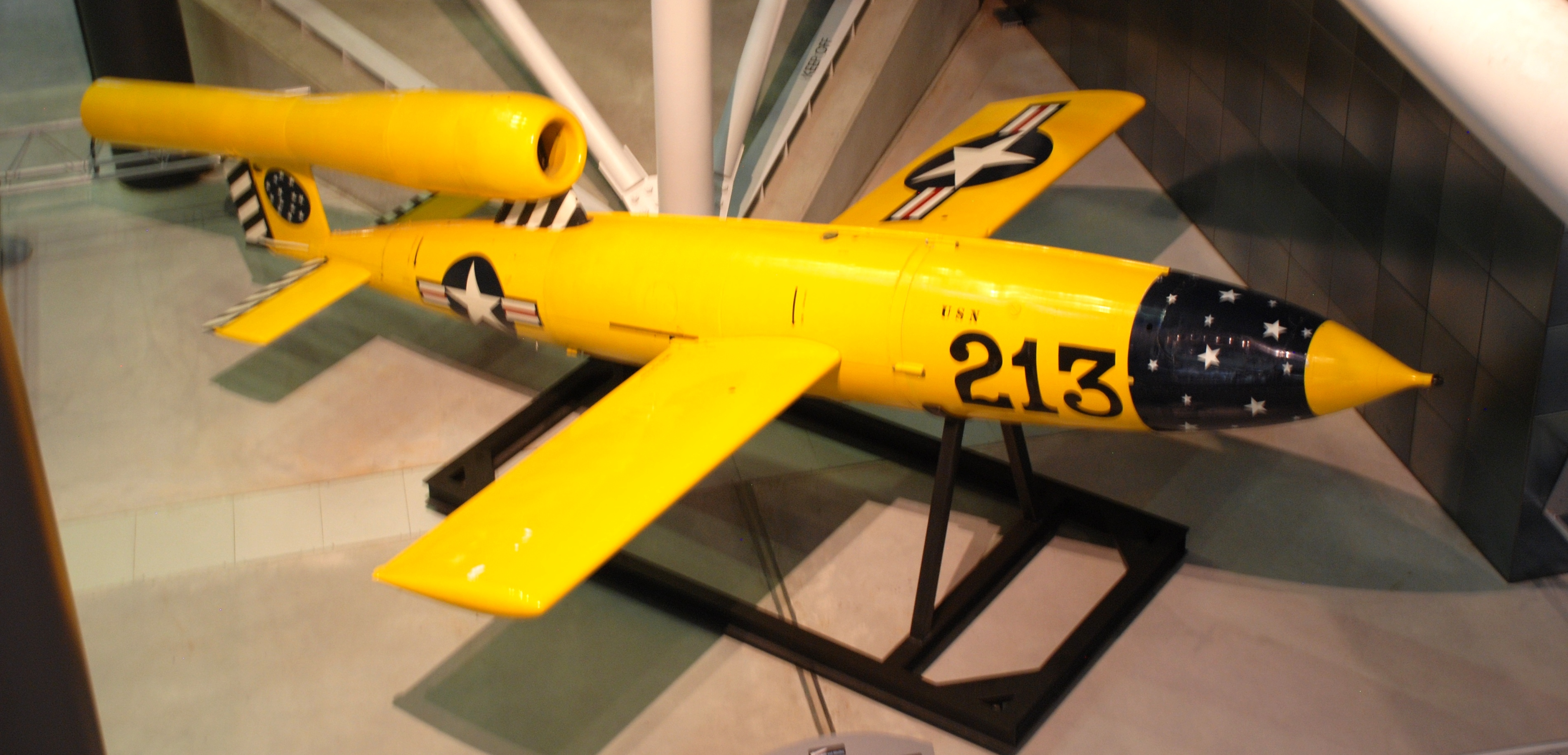
Republic-Ford JB-2

La Republic-Ford JB-2 « Loon » était une copie américaine de la bombe volante V-1 allemande. Elle pouvait être lancée depuis des avions et des navires.
Développée en 1944, et prévue pour être utilisée par les États-Unis lors de l'invasion du Japon (Opération Downfall), la JB-2 n'a jamais été utilisée au combat. Après la Seconde Guerre mondiale, la JB-2 joua un rôle important dans la recherche et développement de missiles similaires.

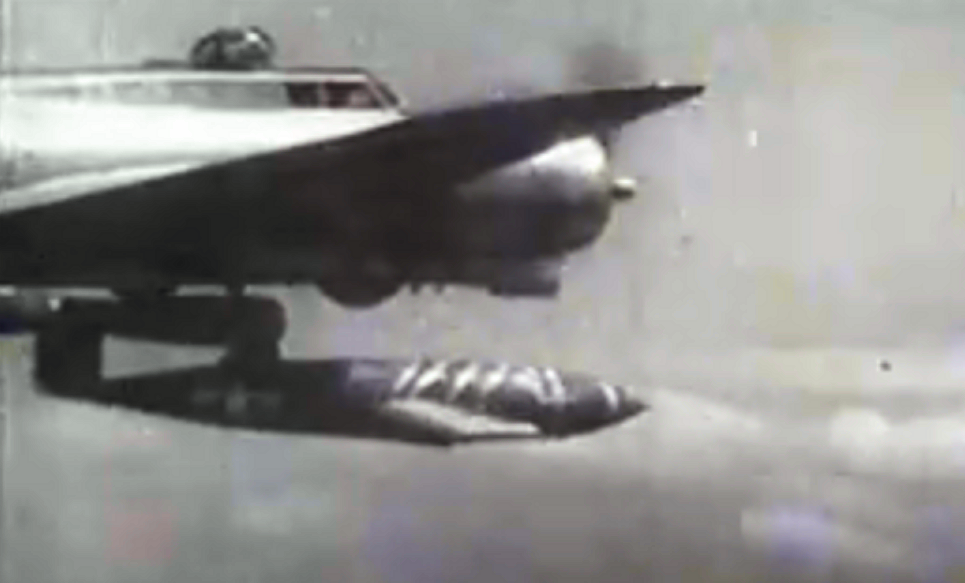
JB-2 lâchée d'un B-17

1 391 unités sont construits entre 1944 et le 15 septembre 1945. Le premier tir d'essai a lieu le 12 septembre 1944 et le dernier tir a lieu le 11 septembre 1953.